# Caralinda
Caralinda är ett släkte av mångfotingar. Caralinda ingår i familjen Xystodesmidae.
Kladogram enligt Catalogue of Life:
| Caralinda | \| \| Caralinda beatrix \| \| \| \| \| \| Caralinda causeyae \| \| \| \| \| \| Caralinda dactylifera \| \| \| \| \| \| Caralinda fabalecta \| \| \| \| \| \| Caralinda pulchritecta \| \| \| \| |
|           | \| \| Caralinda beatrix \| \| \| \| \| \| Caralinda causeyae \| \| \| \| \| \| Caralinda dactylifera \| \| \| \| \| \| Caralinda fabalecta \| \| \| \| \| \| Caralinda pulchritecta \| \| \| \| |
|           | Caralinda beatrix |
|           | |
|           | Caralinda causeyae |
|           | |
|           | Caralinda dactylifera |
|           | |
|           | Caralinda fabalecta |
|           | |
|           | Caralinda pulchritecta |
|           | |